# 中华人民共和国基督教
由於中華人民共和國是由宪章上奉行馬列主義的中国共產黨一党专政，因而對基督教會的傳播予以控制。教會在中國大陸的發展也出現許多波折。雖然憲法當中有條款保障宗教信仰自由，實際執行過程卻值得商榷。目前全國性的三自愛國組織有中國基督教三自愛國運動委員會以及中國基督教協會。
現在，在中國大陸各省中，基督教信徒在人口中比重較高的是安徽、浙江、福建、河南、河北、上海、江蘇、雲南以及吉林等地。其中基督新教在中國大陸大約有2300多萬信徒在向政府登記的宗教場所中聚會，一些信徒自發組織，在一些沒有進行合法登記的場所中進行聚會。在這些沒有登記的宗教場所中聚會的中國基督徒數目不詳，這些教會被稱為「家庭教會」，西方也稱之為「地下教會」。

## 各地基督教

### 北京
新教传入北京，始于1861年伦敦会的医疗传教士雒魏林（William Lockart）。数年之内，英国圣公会、美北长老会、公理会和美以美会等英美差会均在北京得以立足。北京的基督教在1900年的庚子事变中受到毁灭性的打击，但是在20世纪初经历了较大的发展，成为英美教堂和传教士集中的城市之一，兴办了燕京大学等众多的教育、医疗设施；同时，北京也成为新兴的华人自立教会（例如史家胡同基督徒会堂）的重要基地。在中華人民共和國建立之後，由於中國共產黨政府所提倡的三自運動以及對無神論的廣為宣傳，使得基督教在北京的發展幾經波折。現在基督教在北京有逐漸恢復發展，基督徒也逐漸成長，并且在家庭教会中聚会的基督徒人数明显超过在登记教堂聚会的信徒人数。

### 上海

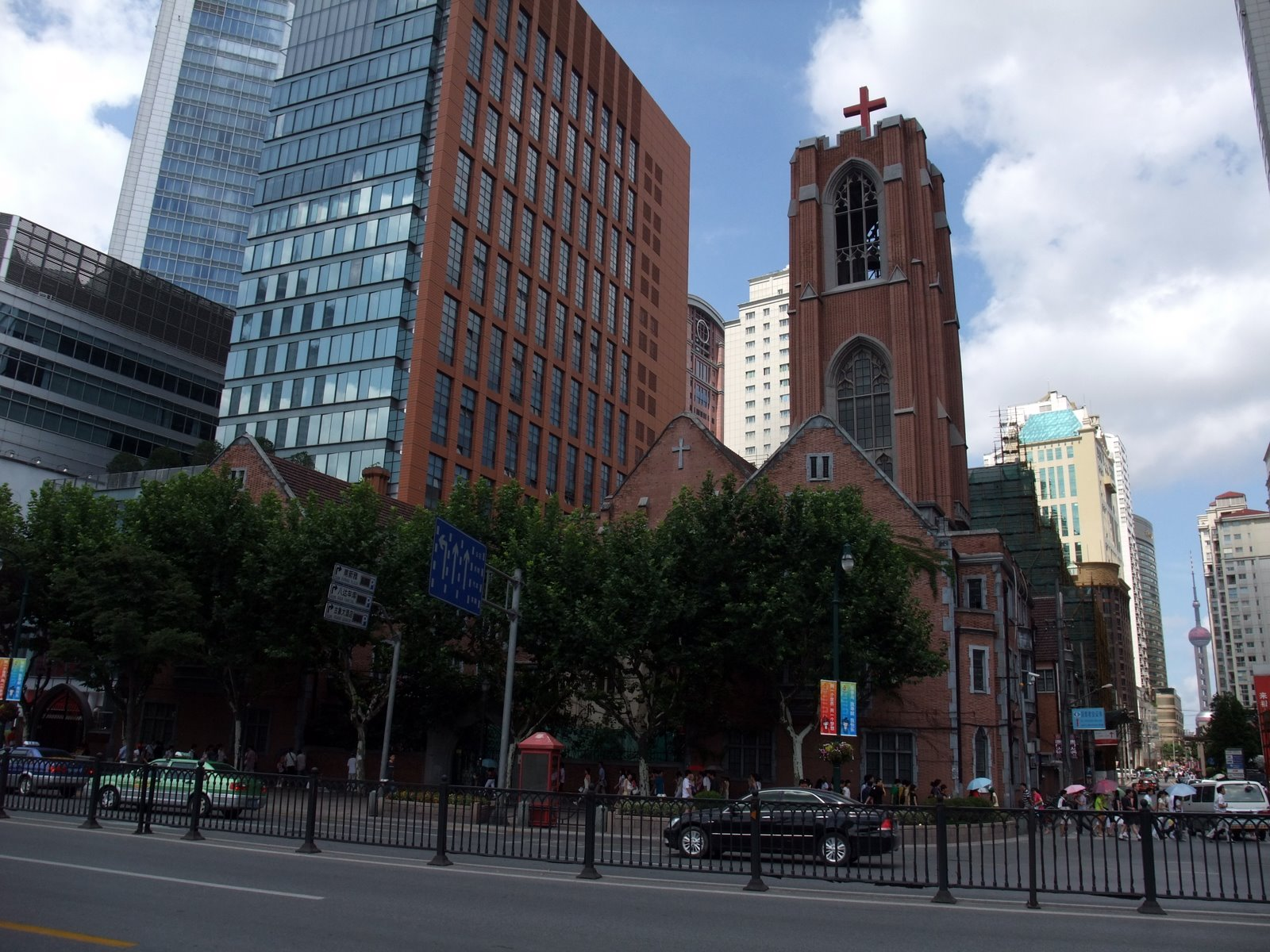
位于闹市区的西藏中路沐恩堂（原名慕尔堂）

新教于1843年，即上海开埠的同一年，由英国伦敦会的传教士麦都思传入。此后，来自英美各教派的差会陆续进入上海，其中规模较大的包括美南监理会、美国圣公会、美南浸信会和美北长老会，均在19世纪传入。它们兴建众多的教育、医疗以及慈善机构，例如圣约翰大学和沪江大学。许多全国性基督教团体机构，都将总部设在上海。在华最大的差会中国内地会虽然在上海并无重要的传教事业，也将总部设在上海。20世纪上半叶，上海又出现不少华人创立的独立团体，影响较大的包括地方教会（基督徒聚会处）、伯特利教会以及灵粮堂。目前上海有可统计信徒21万多人（2011年），开放的基督教堂点164处，其中市区大多为建成多年的老教堂，被列为各级保护文物。上海圣三一堂为中国基督教两会驻地。

### 安徽
安徽省的罗马天主教设有3个教区：天主教蚌埠教区、天主教芜湖教区和天主教安庆教区，以及1个宗座监牧区：天主教屯溪监牧区。安徽省的天主教在1949年以前大约有5万多人，目前人数几乎没有发展，人数仍然保持在6万人的规模，而其中还包括了1950年代自江苏省划入的砀山县和萧县这2个天主教徒众多的县份。主要安徽省的天主教大部分分布在北部的蚌埠教区。天主教爱国会将3个教区合并为安徽教区，未得到梵蒂冈方面的承认。芜湖、砀山、安庆等地的天主教堂已被列为文物保护单位。
新教由中国内地会于1869年首先传入安徽，此后陆续有其余8个西方传教差会来到安徽省，其中绝大多数来自美国，并且以南京为基地发展到安徽。在1920年代以前，安徽省属于基督教势力比较薄弱的省份。1920年代和1930 年代，基督教在安徽取得较大发展，1949年，安徽省基督教信徒42625人，其中中国内地会和长老会的信徒超过1万人，均主要分布在北部淮河流域。虽然在1950年代教堂从600多处下降到60多处，文革期间又全部关闭，但是自文革后期，安徽的地下基督教活动大规模兴起，基督教信徒迅速增加，现在该省的基督徒人数大约有200万，仍以北部为主。

### 福建

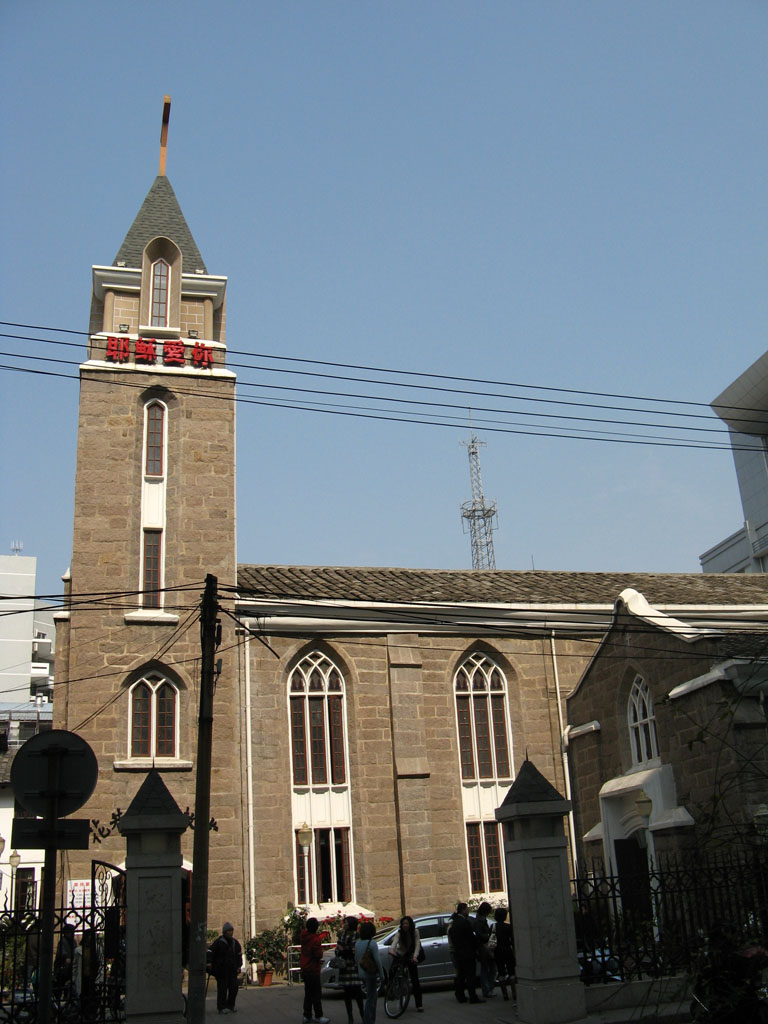
福州花巷堂（原卫理公会尚友堂）

罗马天主教自明代传入福建。主要的传教修会为西班牙的多明我会。
新教于1842年传入厦门，数年后建成中国大陆第一座供华人做礼拜的基督教堂新街堂，被称为“中华第一圣堂”，现仍在使用，为福建省文物保护单位。此后，归正会、伦敦会和英国长老会进入厦门，而美国公理会差会、美以美会差会和英国圣公会先后传入福州，并分别从厦门传入福建南部，并从福州传入福建其他大部分地区，成为福建省的几大主流教派。20世纪初闽南的三大教派以及闽北的公理会均加入中华基督教会。传教最为成功者为美以美会（1939年更名卫理公会），总部设于福州仓山天安堂。1949年福建新教徒超过10万。目前福建省新教徒人数为68万，其中福州市超过20万人，而其中福清市约有10万人。有不少著名的中国教会领袖来自于福建省，例如宋尚节、倪柝声和王载。

### 溫州
溫州基督教始於19世紀，於1949年新中國建國前已有7萬多新教信徒。
自新中國成立後，溫州的基督教至少經歷3次的迫害：1958-1959年的「無宗教區實驗」，1996-2001年「制非運動」試點，2014-2016年的「強拆十字架運動」。然而溫州的基督教依舊興旺，甚至有「中國的耶路撒冷」或「中國的安提阿」之稱

## 內部連結
- 中國基督教
- 中国基督教史
- 中国天主教、中华东正教会、中国基督教新教
- 中国自立教会、三自爱国教会
- 汉语神学、汉语神学运动
- 聖經漢語譯本